# 제1대 노스클리프 자작 앨프레드 함스워스

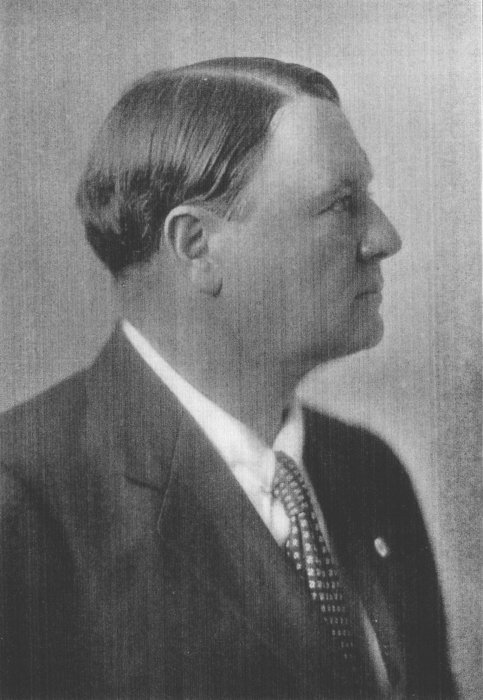
노스클리프 자작

제1대 노스클리프 자작 앨프레드 찰스 윌리엄 함스워스(Alfred Charles William Harmsworth,1st viscount Northcliffe ; 1865년 ~ 1922년)은 영국의 신문 경영인이다. 어릴 때부터 남달리 글을 잘 써서 17세 때 《유스》 지의 부편집장이 되었다. 그 후 1896년 보수당의 기관지인 《데일리 메일》과 《데일리 미러》를 창간하였다. 그는 신문의 저가화 및 대중화에 공헌한 한편, 제1차 세계대전 때에는 신문을 이용한 독일 반대 여론을 형성하는 데 힘썼다. 《더 타임스》 지를 비롯한 신문사들을 사들여 세계적인 신문왕으로 명성을 얻었다.